# USS Pittsburgh (SSN-720)
Za druga plovila z istim imenom glejte USS Pittsburgh.
USS Pittsburgh (SSN-720) je jedrska jurišna podmornica razreda los angeles.